# Domik v Kolomne
Domik v Kolomne (ryska: Домик в Коломне) är en rysk komedifilm från 1913, regisserad av Pjotr Tjardynin och baserad på Pusjkins berättelse Det lilla huset i Kolomna.

## Rollista
- Praskovja Maksimova – Änkan
- Sofia Golavskaja – Parasja
- Ivan Mozzjuchin – Husaren, även Mavrusja